# غو شينا
غو شينا (椎名豪 شينا غو) (اسمه الحقيقي ماسارو شينا (椎名豪 شينا ماسارو)) هو ملحن ياباني ولد في 16 مايو 1974 في يوكوهاما.

## أعماله في الأنمي

### مسلسلات أنمي تلفزيونية
- كيوسوغيغا
- غود إيتر
- ديمنشن دبليو (بالتعاون مع يوشياكي فوجيساوا)
- تيلز أوف زيستيريا ذا كروس (بالتعاون مع موتوي ساكورابا)
- معركة الأبراج
- ثأر ميليون آرثر
- سيف قاتل الشياطين (بالتعاون مع يوكي كاجيورا)
- سيف قاتل الشياطين: قطار اللانهاية (بالتعاون مع يوكي كاجيورا)
- سيف قاتل الشياطين: القطاع الترفيهي (بالتعاون مع يوكي كاجيورا)

### أنمي الإنترنت
- وجبة الغداء في منزل إميا

### أوفا أنمي
- غيو

### أفلام أنمي
- الأختان الساحرتان يويو و نيني
- قاتل الشياطين الفيلم: قطار اللانهاية (بالتعاون مع يوكي كاجيورا)
- إين نو 831

## أعماله في ألعاب الفيديو
- سلسلة ألعاب تيلز
  - تيلز أوف ليجنديا
  - تيلز أوف ذا هيروز: توين بريف (بالتعاون مع موتوي ساكورابا، كازوهيرو ناكامورا و هيبيكي أوياما)
  - تيلز أوف زيستيريا (بالتعاون مع موتوي ساكورابا)
- سلسلة ألعاب مستر دريلر
- غود إيتر
- غود إيتر بورست
- غود إيتر ريزوركشن
- غود إيتر 2
- غود إيتر 2 ريج بورست
- غود إيتر 3
- سلسلة ألعاب تيكن
  - تيكن 5: دارك ريزوركشن
  - تيكن 6
  - تيكن تاغ تورنمنت 2
  - تيكن 7
- إيس كومبات 3: إلكتروسفير
- كود فاين

## وصلات خارجية
- غو شينا على موقع IMDb (الإنجليزية)
- غو شينا على موقع ميوزك برينز (الإنجليزية)
- غو شينا على موقع ديسكوغز (الإنجليزية)
- غو شينا على موقع قاعدة بيانات الفيلم (الإنجليزية)

- صفحة IMDb